# Phil Gallagher
Phil Gallagher (Kent, 3 de março de 1977) um ator britânico que protagonizou principalmente o programa infantil Mister Maker no Discovery Kids.

## Biografia
Phil Gallagher é um apresentador inglês. Gallagher estudou na Rainham Mark Grammar School, no Rainham College, em Kent e na Canterbury Christ Church. Gallagher começou sua carreira como apresentador e repórter esportivo na BBC Radio Kent. Ele é um artista e titereiro na Playhouse Disney e também um personagem e provedor de voz para o Studio Disney. De 2003 a 2005, Gallagher apresentou o Diggin 'It na GMTV. Em 2006, ele era um personagem regular do Mighty Truck of Stuff como "Pablo" e também a voz do Unanimous do Channel 4. Gallagher apareceu como o personagem principal de Mister Maker desde 2007. Ele também apareceu em dois episódios de Bear Behaving Badly as Mouse-Catcher e The Mummy. Desde 2009, ele também desempenhou o papel de "Mr Liker Biker" em Grandpa in My Pocket. Gallagher costumava fazer pantomima. Em 2006, ele apareceu como Wishee Washee em Aladdin no Theatre Royal em Winchester.
Ele também apareceu em 2 episódios de Bear Behaving Badly como o Robot Rat Catcher and the Mummy. Em 2007, ele apareceu como Silly Billy (irmão de Jack) em Jack and the Beanstalk, novamente no Theatre Royal em Winchester. Em 2008, ele apareceu como Buttons in Cinderella na Opera House, Buxton, Derbyshire. Em 2009, ele atuou ao lado de George Takei no papel-título de Aladdin no Teatro Central em Chatham, Kent, e em 2011 como Muddles em Branca de Neve e os Sete Anões em St Albans com Toyah Willcox que interpretou a Rainha Má. Em 2013, ele voltou para Jack and the Beanstalk, interpretando Billy Trot em uma produção no Marlowe Theatre, Canterbury, ao lado de Samantha Womack. Em 2009, Gallagher foi indicado ao BAFTA Children's Awards como Melhor Apresentador por seu papel em Mister Maker.

## Vida pessoal
Ele é de Gillingham, Kent, Inglaterra.

## Filmografia

### Ator
| Ano       | Título                                             | Papel                     | Notas                       |
| --------- | -------------------------------------------------- | ------------------------- | --------------------------- |
| 2021      | Make It Mister Maker (série de TV)                 | Mister Maker              | Protagonista e diretor      |
| 2020      | CBeebies: 18 Years and Counting (especial de TV)   | Mister Maker              | Apresentador                |
| 2019      | CBeebies Christmas Show 2019: Hansel & Gretel      | Daddy Crimble             |                             |
| 2018      | The CBeebies Christmas Show: Thumbelina            | Barney Toad               |                             |
| 2015-2016 | Mister Maker's Arty Party (série de TV)            | Mister Maker              | Protagonista                |
| 2016      | Snow White and the Seven Dwarfs Muddles            | Muddles                   |                             |
| 2011      | CBeebies Panto: Strictly Cinderella                | Makerana                  |                             |
| 2011      | Jollywobbles (série de TV)                         | Boss                      | 1 episódiio                 |
| 2009-2011 | Grandpa in My Pocket (série de TV)                 | Mr. Liker Biker           | 8 episódios                 |
| 2010      | CBeebies Christmas Panto 2010: Aladdin (Telefilme) | Wishy Wishy               |                             |
| 2010-2011 | Mister Maker Comes to Town (série de TV)           | Mister Maker              |                             |
| 2007-2010 | Bear Behaving Badly (série de TV)                  | Mummy / Robot Rat Catcher | 2 episódios                 |
| 2009      | Hotel Trubble (série de TV)                        | Dr. Windy Banana Bones    | 1 episódio                  |
| 2007-2009 | Mister Maker (série de TV)                         | Mister Maker              | Apresentador e protagonista |

### Escritor
| Ano  | Título                                   | Notas                                                |
| ---- | ---------------------------------------- | ---------------------------------------------------- |
| 2021 | Make It Mister Maker (série de TV)       | Também foi ator                                      |
| 2011 | Olly the Little White Van (série de TV)  | 1 episódio                                           |
| 2011 | Hotel Trubble (série de TV)              | (1 episódio, como ator) (2 episódios, como escritor) |
| 2010 | Mister Maker Comes to Town (série de TV) |                                                      |
| 2007 | Mister Maker (série de TV)               |                                                      |